# 26e division SS (hongroise no 2)
Pour les articles homonymes, voir 26e division.
La 26e division SS (hongroise no 2) (26. Waffen Grenadier Division der SS (ungarische Nr.2) en allemand) est l’une des 38 divisions de Waffen-SS durant la Seconde Guerre mondiale.

## Histoire
Connue également sous les noms de Gömbös ou Hungaria, la division fut créée le 27 décembre 1944. Sa création suit celle de la 25e division SS de grenadiers Hunyadi (1re hongroise)

## Liste des commandants successifs
| Début         | Fin          | Grade            | Nom                 |
| ------------- | ------------ | ---------------- | ------------------- |
| Novembre 1944 | Janvier 1945 | Standartenführer | Rolf Tiemann        |
| Janvier 1945  | Mars 1945    | Brigadeführer    | Berthold Maack (de) |
| Mars 1945     | Mai 1945     | Gruppenführer    | Jozef Grassy (de)   |

## Ordre de bataille
- Waffen-Grenadier-Regiment der SS 64 (ungarisches Nr. 4)
- Waffen-Grenadier-Regiment der SS 65 (ungarisches Nr. 5)
- Waffen-Grenadier-Regiment der SS 66 (ungarisches Nr. 6)
- Waffen-Artillerie-Regiment der SS 26
- Waffen-Schi-Bataillon 26